# Saint-Coutant (Charente)
Saint-Coutant is een gemeente in het Franse departement Charente (regio Nouvelle-Aquitaine) en telt 223 inwoners (1999). De plaats maakt deel uit van het arrondissement Confolens.

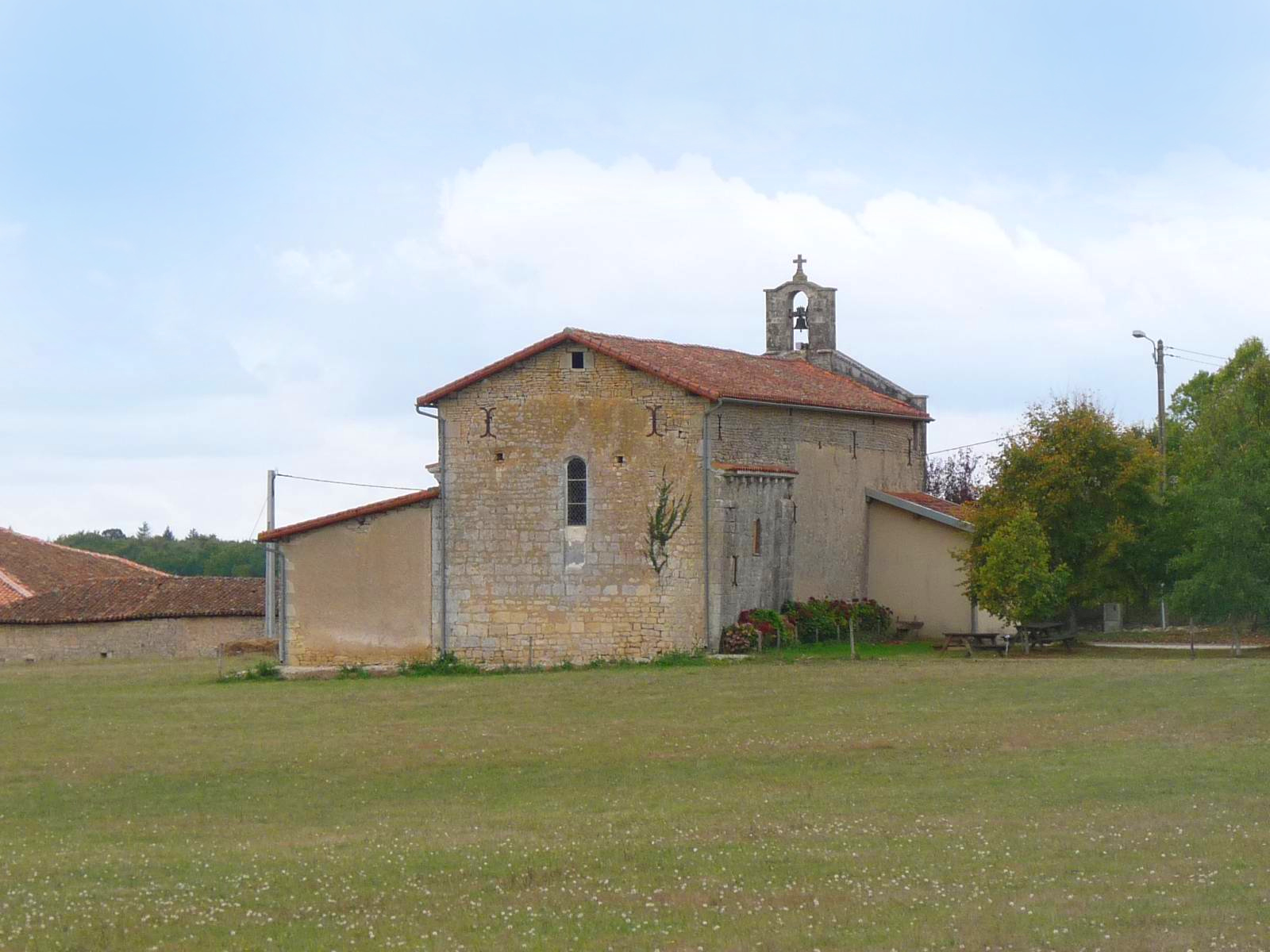
Kerk van Saint-Coutant
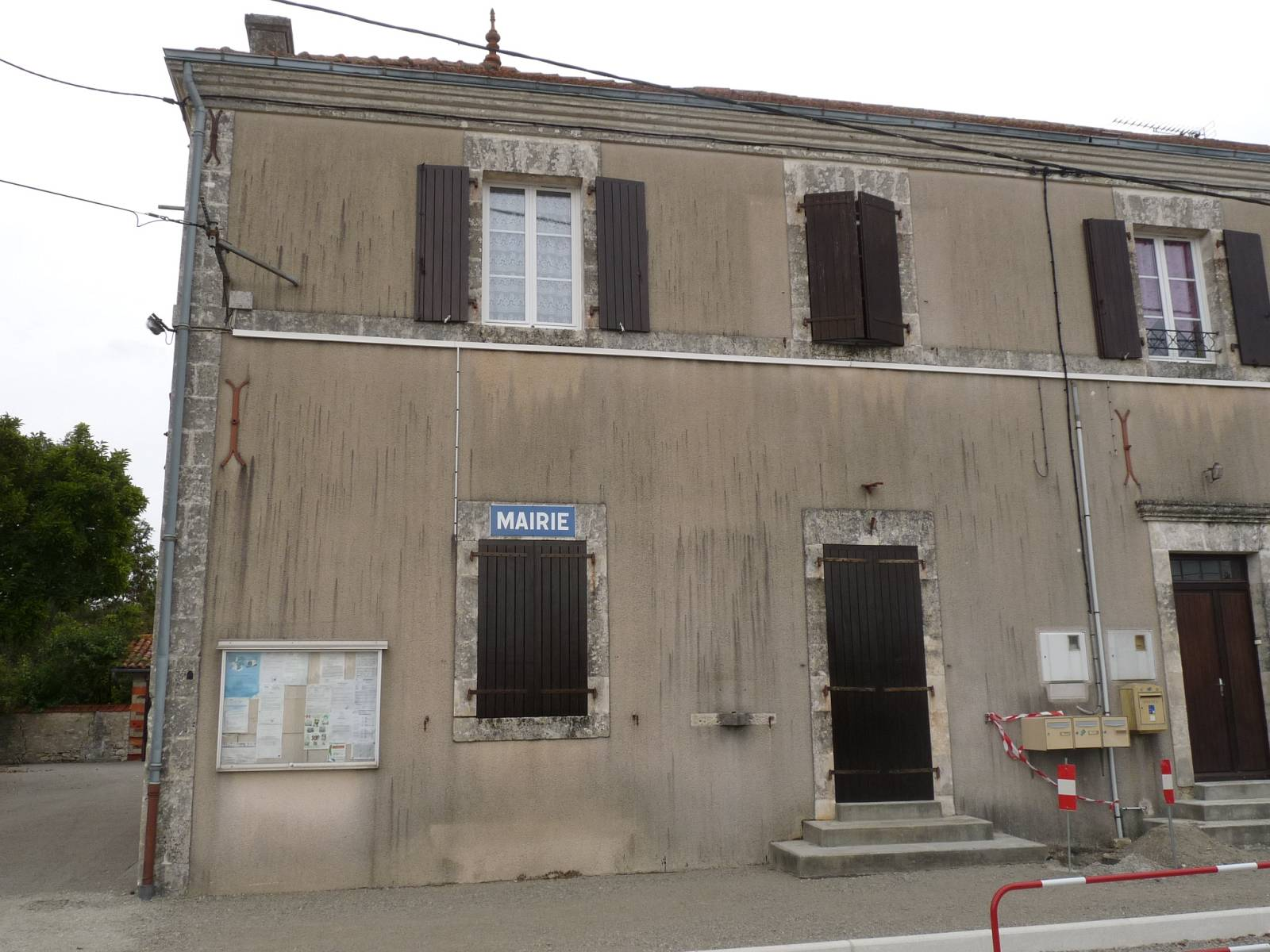
Gemeentehuis

## Geografie
De oppervlakte van Saint-Coutant bedraagt 19,9 km², de bevolkingsdichtheid is 11,2 inwoners per km².
De onderstaande kaart toont de ligging van Saint-Coutant (Charente) met de belangrijkste infrastructuur en aangrenzende gemeenten.

## Demografie
Onderstaande figuur toont het verloop van het inwonertal (bron: INSEE-tellingen).

1. ↑  Populations de référence 2022.